# Mariquillas de la Macarena

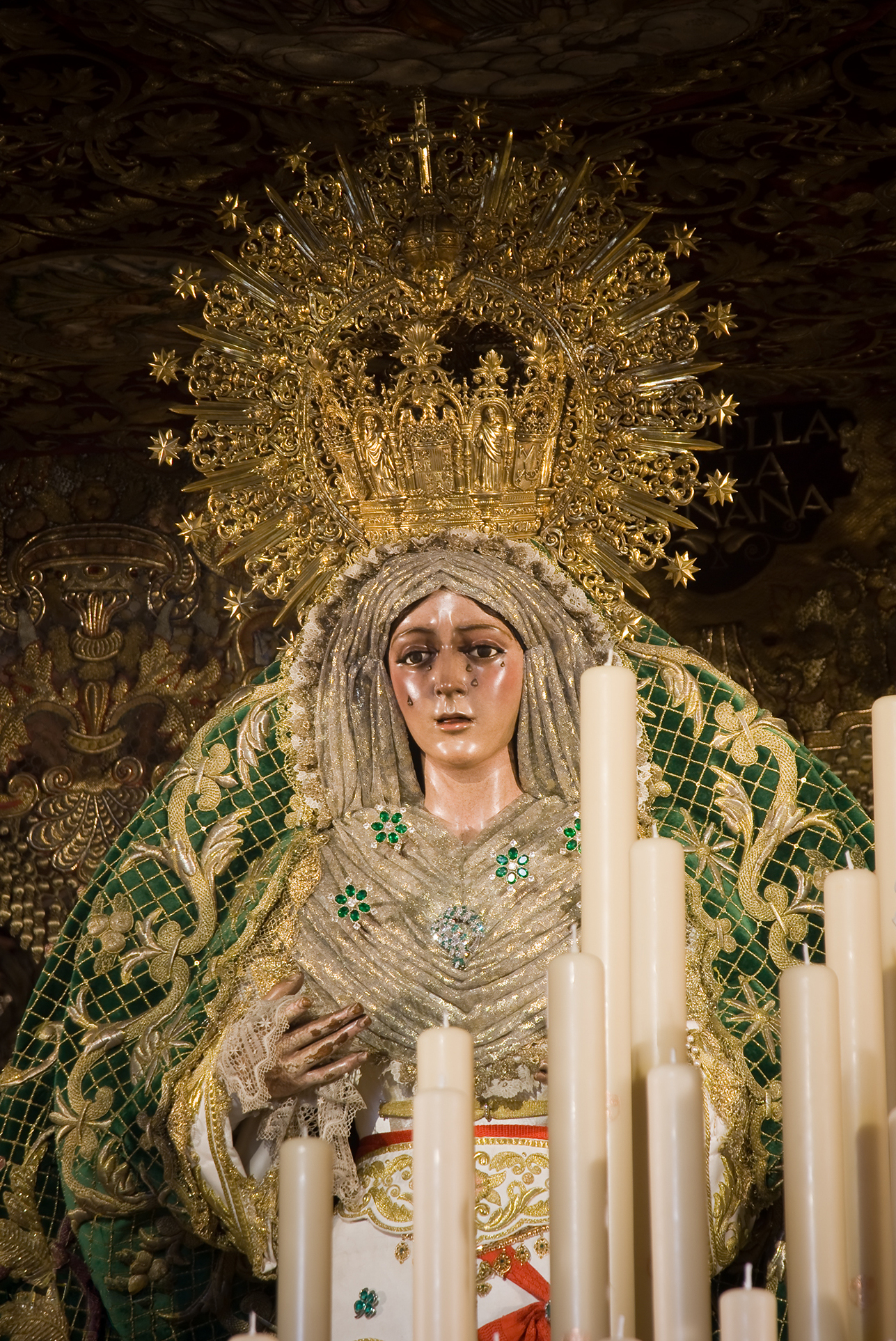
La Virgen de la Esperanza Macarena luciendo sobre su pecho las mariquillas.

Se conoce como mariquillas de la Macarena a un conjunto de cinco joyas con forma de azucenas que forman parte del ajuar de la Virgen de la Esperanza Macarena de la ciudad de Sevilla, y constituyen uno de sus exornos más conocidos.
Fueron realizadas en París (Francia) en cristal de roca de color verde, oro blanco y diamantes, y fueron un regalo del torero Joselito el Gallo a la imagen en 1913, con motivo de su primera coronación popular, sustituyendo el puñal de dolor típico de las dolorosas. Se trata de cinco broches femeninos de estilo art déco, utilizados por la alta sociedad de principios del siglo XX. Por su ubicación en el pecho y su diseño con muelles, imitan la respiración de la imagen. La creencia popular ha pensado tradicionalmente que se trataba de esmeraldas, cuando en realidad no lo son.
Una de ellas fue restaurada en el año 2008 por tener rota la cogida; a raíz de ello, el conjunto fue limpiado para que tuviesen el mismo aspecto. En el año 2025, con motivo del centenario del primer besamanos público a una dolorosa, protagonizado por la Esperanza Macarena en 1925, formaron parte de una exposición titulada Ofrenda. Rosa. Corona. Oro, que tuvo lugar en la Fundación Cajasol.